# Pilar Ballarín Domingo
Pilar Ballarín Domingo (Valencia, 13 de julio de 1951) es una catedrática española. Catedrática de Teoría e Historia de la Educación en el Departamento de Pedagogía y en el Instituto universitario de Investigación de Estudios de las Mujeres y de Género de la Universidad de Granada. Miembro del Grupo de investigación consolidado del Plan Andaluz de Investigación HUM-603- Estudios de las Mujeres desde sus inicios.

## Biografía
Licenciada en Filosofía y Letras por la Universidad de Valencia (1974) fue profesora en el Colegio Universitario de Almería (1977-1983) donde dirigió sus intereses de investigación hacia la historia local de Almería y en concreto a los orígenes de la formación del magisterio y de la enseñanza pública en esa provincia. 
Se doctoró en Filosofía y Letras (Secc. Pedagogía) por la Universidad de Valencia (1984) y se incorporó como profesora a la Universidad de Granada ese mismo año, obteniendo la titularidad en 1987. A partir de 1983 centró su investigación en la Historia de la Educación de las Mujeres y participa en numerosas iniciativas para la promoción de los Estudios de las Mujeres en las Universidades españolas.

## Actividad profesional
En 1984-85 cofundó con otras profesoras el Seminario de Estudios de la Mujer de la Universidad de Granada que posteriormente dirigió (1992-1995). Ha sido directora de la Colección Feminae (1998-2000) y de nuevo directora siendo ya Instituto de Investigación de Estudios de las Mujeres y de Género (2005-2008). Es cofundadora de la Asociación Universitaria de Estudios de las Mujeres (AUDEM) (1991) y vicepresidenta de esta (1997-1999). Miembro de la Asociación Española de Investigación Histórica de las Mujeres desde su fundación (1991). Coordinadora del primer doctorado de Estudios de las Mujeres de las Universidades españolas (Granada,1991). Miembro de la Sociedad Española de Historia de la Educación (SEDHE) desde 1984 y de su Junta directiva (1996-2000). Secretaria de Arenal. Revista de Historia de las Mujeres desde sus inicios (1994-2002) actividad la que continúa desde 2012. 
Ha sido directora general de Evaluación Educativa y Formación del Profesorado. Consejería de Educación y Ciencia. Junta de Andalucía, (2000-2004). En los últimos años ha desarrollado actividad como evaluadora para agencias nacionales, internacionales y autonómicas.

## Historiadora de la educación de las Mujeres
Sus investigaciones, pioneras en el ámbito de la Historia de la educación de las mujeres en España, han prestado especial atención al periodo contemporáneo. Entre sus líneas de investigación destacadas: los orígenes de la escolarización de las niñas y su desarrollo, las primeras maestras profesionales como constructoras de nuevo conocimiento educativo y los Estudios de las Mujeres como compromiso colectivo del feminismo académico contemporáneo con la transformación del conocimiento androcéntrico. Estas líneas que han dado lugar a numerosas publicaciones, entre las que sobresalen:
- Los Estudios de las Mujeres en las Universidades españolas 1975-91. Libro Blanco. Madrid: Ministerio de Asuntos Sociales. Instituto de la Mujer, 1995.
- Del patio a la plaza: las mujeres en las sociedades mediterráneas [con Cándida Martínez López]. Granada: Universidad de Granada, 1995.
- Las mujeres en Europa: convergencias y diversidades [codirección]. Granada: Universidad de Granada, 2000.
- La educación de las mujeres en la España contemporánea (siglos XIX-XX). Madrid: Síntesis, 2001.
- Edición y estudio introductorio de la obra BURGOS, Carmen: La mujer moderna y sus derechos. Madrid: Biblioteca Nueva – MEC, 2007.
- La escuela de niñas en el siglo XIX: la legitimación de la sociedad de esferas separadas. Historia de la Educación, 26: 143-168 (2007).
- Entre ocupar y habitar. Una revisión historiográfica sobre Mujeres y Universidad en España. Arenal. Revista de historia de las mujeres, 17(2): 223-254 (2010).
- Docencia universitaria y conocimiento en torno al género. Resistencias, creencias y prejuicios”. Cuestiones de género: de la igualdad y la diferencia, 8: 89-106 (2013).
- Los códigos de género en la Universidad. Revista Iberoamericana de Educación, vol. 68: 19-38 (2015).
- Feminismo Académico. Eppur si muove. Lección inaugural. Curso académico 2015–2016. Facultad de Ciencias de la Educación. Granada: Ruiz de Aloza Editores, 2015, pp. 1-25.
- ¿Una profesión feminizada? Cuadernos de Pedagogía, 469: 35-37 (2016).
- Iluminar las sombras y escuchar los silencios. Revista digital de Educación y Formación, 14: 267-279 (2017).
- ¿Se enseña coeducación en la Universidad? Atlánticas: revista internacional de estudios feministas. Ejemplar dedicado a: Coeducación: feminismo en acción, 1(2): 7-31 (2017).
- Controversias feministas: igualdad, libre elección e identidades colectivas. Revista con la A, 55: 45-66 (2018).